# Макдавелл (округ, Північна Кароліна)
Шаблон:StateAbbr_ 35°41′ пн. ш. 82°03′ зх. д. / 35.68° пн. ш. 82.05° зх. д.
Округ  Макдавелл (англ. McDowell County) — округ (графство) у штаті  Північна Кароліна, США. Ідентифікатор округу 37111.

## Історія
Округ утворений 1842 року.

## Демографія
За даними перепису 
2000 року 
загальне населення округу становило 42151 осіб, зокрема міського населення було 9881, а сільського — 32270.
Серед мешканців округу чоловіків було 21002, а жінок — 21149. В окрузі було 16604 домогосподарства, 11962 родин, які мешкали в 18377 будинках.
Середній розмір родини становив 2,9.
Віковий розподіл населення поданий у таблиці:
| Стать    | До 15 років | 15-21 | 22-29 | 30-39 | 40-49 | 50-65 | 65-85 | Понад 85 |
| -------- | ----------- | ----- | ----- | ----- | ----- | ----- | ----- | -------- |
| Чоловіки | 4075        | 1823  | 2533  | 3249  | 3303  | 3560  | 2279  | 180      |
| Жінки    | 3948        | 1648  | 2137  | 2978  | 3075  | 3813  | 3071  | 479      |

## Суміжні округи
- Мітчелл — північ
- Ейвері — північ
- Берк — схід
- Рутерфорд — південь
- Банком — захід
- Янсі — північний захід

## Виноски
1. ↑  U.S. Decennial Census. United States Census Bureau. Архів оригіналу за 26 квітня 2015. Процитовано 18 січня 2015.
2. ↑  Historical Census Browser. University of Virginia Library. Архів оригіналу за 11 серпня 2012. Процитовано 18 січня 2015.
3. ↑  Forstall, Richard L., ред. (27 березня 1995). Population of Counties by Decennial Census: 1900 to 1990. United States Census Bureau. Архів оригіналу за 3 березня 2015. Процитовано 18 січня 2015.
4. ↑  Census 2000 PHC-T-4. Ranking Tables for Counties: 1990 and 2000 (PDF). United States Census Bureau. 2 квітня 2001. Архів оригіналу (PDF) за 18 грудня 2014. Процитовано 18 січня 2015.
5. ↑  State & County QuickFacts. United States Census Bureau. Архів оригіналу за 6 червня 2011. Процитовано 27 жовтня 2013.(англ.) Наведено за англійською вікіпедією.
6. ↑  American FactFinder. Бюро перепису населення США. Архів оригіналу за 26 лютого 2012. Процитовано 31 січня 2008.

| США | Це незавершена стаття з географії США. Ви можете допомогти проєкту, виправивши або дописавши її. |